# Abu Azrael
Ajjub Faleh Hassan ar-Rubaji (ar. أيوب فالح حسن الربيعي; ps. Abu Azrael, ar. أبو عزرائيل, pl. Ojciec Azraela, znany także jako Anioł śmierci, ar.
ملاك الموت, ur. w Bagdadzie) – szyicki wojskowy iracki, ikona krajowego oporu zbrojnego przeciwko Państwu Islamskiemu.
Jego życiorys jest owiany tajemnicą, wiadomo iż urodził się w bagdadzkiej rodzinie szyickiej o korzeniach irańskich, a także iż  jest po ślubie i posiada piątkę dzieci. Przed wybuchem konfliktu w Syrii i ofensywy Państwa Islamskiego w Iraku, według własnych słów był członkiem Armii Mahdiego, a także prawdopodobnie nauczycielem wychowania fizycznego na jednym z uniwersytetów irackich. Ma posiadać czarny pas w taekwondo. Jego sloganem jest "Illa Tahin", ar. إلّا طحين, pl. "w proch/pył", co ma nawiązywać do tego co robi z członkami Państwa Islamskiego.